# 部長と社畜の恋はもどかしい
『部長と社畜の恋はもどかしい』（ぶちょうとしゃちくのこいはもどかしい）は、志茂による漫画作品。スマホ向けコミックサイト「マンガよもんが」にて連載された。累計ダウンロード数は100万を突破している。
「社畜」と思えるほど仕事大好きなOLと「定時に上がる」ことをモットーとする部長。仕事のやり方も考え方も全く違う二人が織りなすオフィスラブコメディ。
テレビ東京系列にて中村ゆりか主演でテレビドラマ化され、2022年1月6日から3月24日まで放送された。

## 登場人物
丸山真由美（まるやま まゆみ）
営業部のOL。通称「まるちゃん」。
仕事大好きで、皆に頼られるのが嬉しく、頼まれた仕事は引き受けてしまう。
酔った勢いでのワンナイトラブの後、思いがすれ違いながらも、堤司に恋をする。
堤司治（ていじ おさむ）
総務部長。毎日18時きっかりで終業する、定時上がりで仕事をこなすことがモットー。
かっての営業部のエース。真由美が新入社員の時、教育係をしている。
一見クールな印象を与えるが、実は優しく真由美にも細やかな気遣いを見せる。
三森（みもり）
真由美の後輩。プライベートは「オタ活」で忙しいアイドルオタク。
真由美が仕事を抱え込んで教えてくれないと誤解していた。
草野（くさの）
総務部員。堤司の部下。堅物な堤司にも気さくに話しかけ、察しもいい。
拝島高志（はいじま たかし）
真由美の同期で、営業部のエース。真由美からは「ハイジ」と呼ばれている。
諌山（いさやま）
過重労働な真由美を見張っている労務管理責任者。
「コンプライアンス遵守!」が口癖。

## 書誌情報
- 志茂『部長と社畜の恋はもどかしい』ぶんか社〈ぶんか社コミックス〉、全11巻
  1. 2020年6月17日発売[6]、ISBN 978-4-8211-3941-5
  2. 2020年7月17日発売[7]、ISBN 978-4-8211-3950-7
  3. 2021年9月16日発売[8]、ISBN 978-4-8211-2833-4
  4. 2022年2月17日発売[9]、ISBN 978-4-8211-2909-6
  5. 2022年6月16日発売[10]、ISBN 978-4-8211-2980-5
  6. 2022年11月16日発売[11]、ISBN 978-4-8211-5479-1
  7. 2023年3月16日発売[12]、ISBN 978-4-8211-5557-6
  8. 2023年8月17日発売[13]、ISBN 978-4-8211-5669-6
  9. 2023年12月15日発売[14]、ISBN 978-4-8211-5749-5
  10. 2024年4月17日発売[15]、ISBN 978-4-8211-5822-5
  11. 2024年9月17日発売[16]、ISBN 978-4-8211-5893-5

なお、本作以前に発表された読み切り『部長、2回目のセックスの件ですが』（無敵恋愛S*girl2019年5月号掲載）が本作のプロトタイプとなっている

## テレビドラマ
2022年1月6日（5日深夜）から3月24日（23日深夜）にかけて、テレビ東京系列の深夜ドラマ枠「ドラマParavi」で放送された。主演は民放の連続ドラマ初主演となる中村ゆりか。

### キャスト

#### 主要人物
丸山真由美（まるやま まゆみ）〈28〉
演 - 中村ゆりか
オリエント・ホープ 営業部で入社7年目のOL。営業アシスタント→マネージャー。
社畜と思えるほど仕事が大好き。人から頼られることも好き。通称「まるちゃん」。
机の中に常備してあるチョコバーを食べた瞬間に仕事の能率が急激に上がる。
マネージャーとして「全員定時退社プロジェクト」を立上げ、見事成果を上げる。
堤司治（ていじ おさむ）
演 - 竹財輝之助
オリエント・ホープ総務部長。その名のとおり「定時」ぴったりに帰ることで社内でも有名。
料理もインテリアも自身でコーディネートする独身男子。アウトドア派でアクティブなフットワークの軽さがある。
三森さとみ（みもり さとみ）
演 - 小野莉奈
真由美の後輩。推しのために働くアイドルオタク。仕事はライスワーク（食べるために働く）と考えていた。
だが、ネット販売で自身の意見が反映されたこともあり、仕事が楽しいと考えるようになってきている。
草野優一（くさの ゆういち）
演 - 永田崇人
堤司の部下で総務部の社員。明るく能天気で基本的に明るい性格で堅物な堤司にも砕けた話し方をする。
また、さりげなく強い意見を言うことがあるが、愛嬌が基本的にあるためか憎まれない。
拝島高志（はいじま たかし）
演 - 佐野岳
真由美の同期。オリエント・ホープ営業部のエース。真由美とは同期でハイジ、まること呼び合う仲。
真由美と同じく机の中にストックしているチョコバーを食べた瞬間に仕事の能率が急激に上がる。
堤司とは真由美をめぐって対立したが、営業で一緒に成果をあげたこともあり、真由美との結婚を素直に祝福している。
諌山基
演 - 丸山智己
オリエント・ホープ人事部長。ハードワーカーで残業の多い真由美にたびたび注意をしている。
総務部長の堤司と同期。ミーハーで思考が若い。堤司の助言で真由美をマネージャーに抜擢する。

#### オリエント・ホープ

##### 営業部
石橋亘
演 - 脇知弘
営業部長。
山崎麻衣子
演 - 永池南津子
佐々木良平
演 - 小笠原遥
真由美の同僚。
森永圭太
演 - 石原健太郎
真由美の同僚。
木村恵
演 - 森保まどか
真由美の同僚。
栗木歩
演 - 川井望鈴
真由美の同僚。サイクリングが趣味。
松田夏希
演 - 榊原有那
真由美の同僚。パンシェルジュを目指しており、真由美に手作りのパンを手渡す。

##### 総務部
田中真美
演 - 大谷凜香
安藤直樹
演 - ねりお弘晃

#### ゲスト

##### 第1話
前任の営業部長
演 - 古川照之（第10話）

##### 第2話
オリエント・ホープ大阪支社の社員
演 - 松山歩夢
出張中の拝島と一緒に勤務している。
真由美の妄想に登場する女性
演 - 星空もあ
堤司宅のダブルベッドで、堤司が女性を連れ込んでいると真由美が妄想した。

##### 第3話
6年前・営業部の外勤
演 - 吉野健夫、髙木建二
当時は新入社員の真由美に次々に仕事を頼む社員たち。

##### 第4話
ナンパ男
演 - 赤也平
真由美をしつこくナンパしようとするが、堤司が現れて真由美を連れ出す。
拝島の出張先の彼女
演 - 藤本くるみ
拝島に大阪限定の彼女などと侮辱されビンタをする。

##### 第5話
インテリアショップの店員
演 - 戸苅ニコル沙羅
堤司の自宅で使う真由美用のカップを一緒に選んで購入する。

##### 第6話
根津
演 - 上川周作（第8話、第9話）

##### 第7話
陸奈美
演 - 竹内まゆ
求人情報誌「WIZNAVI」の編集部員。
真由美と拝島に仕事におけるチームワークについての取材をする。

##### 第9話
根津の息子
演 - 松平将馬

##### 第11話
近所のおばさん
演 - 平田敦子
「外出自粛要請」の発令中に堤司宅の前にいた真由美を家に帰そうとする。

### スタッフ
- 原作 - 志茂『部長と社畜の恋はもどかしい』（ぶんか社 マンガよもんが連載）
- 脚本 - 川﨑いづみ
- 監督 - 村上牧人、湯浅弘章、堀江貴大、船谷純矢
- 音楽 - 石塚徹、田井千里、山根美和子
- オープニングテーマ - ONE N' ONLY「What’s Your Favorite?」(SDR)[27][注 2]
- エンディング主題歌 - mzsrz「フィルター」（avex trax）[28][注 3]
- 音楽プロデューサー - 田井モトヨシ
- チーフプロデューサー - 山鹿達也（テレビ東京）
- プロデューサー - 佐々木梢（テレビ東京制作）、難波裕介（テレビ東京制作）
- 制作 - テレビ東京、テレビ東京制作
- 製作著作 - 「部長と社畜の恋はもどかしい」製作委員会

### 放送日程
| 各話   | 放送日  | サブタイトル                           | ラテ欄               | 監督     |
| ------ | ------- | -------------------------------------- | -------------------- | -------- |
| 第1話  | 1月06日 | 社畜のまるちゃんVS定時上がりの堤司部長 | ムズきゅんラブコメ!  | 村上牧人 |
| 第2話  | 1月13日 | 「大人だから」って何?                  | 大人のオンナ宣言!    | 村上牧人 |
| 第3話  | 1月20日 | 「いいよ、いいよ」のまるちゃん         | カラダの関係継続中!? | 村上牧人 |
| 第4話  | 1月27日 | 俺って、都合のいい男?                  | 負の妄想が止まらない | 堀江貴大 |
| 第5話  | 2月03日 | 「脱・都合のいい男」プロジェクト       | 脱!都合のいい女&男   | 堀江貴大 |
| 第6話  | 2月10日 | 俺<仕事?                               | 俺より仕事が大事?    | 堀江貴大 |
| 第7話  | 2月17日 | 宣戦布告                               | 部長、嫉妬に悶える!? | 船谷純矢 |
| 第8話  | 2月24日 | 温泉浮気旅行                           | ドキドキ温泉旅行!?   | 堀江貴大 |
| 第9話  | 3月03日 | 涙のバースデー                         | 明かされる部長の過去 | 船谷純矢 |
| 第10話 | 3月10日 | さらば、社畜のまるちゃん               | 同棲破局…さらば社畜  | 湯浅弘章 |
| 第11話 | 3月24日 | 恋人たちのディスタンス                 | 会社倒産の危機を救え | 湯浅弘章 |
| 最終話 | 3月24日 | 部長と社畜の恋はもどかしい             | 愛と希望と涙の旅立ち | 湯浅弘章 |

- 3月17日の第11話は福島県沖地震の影響で放送見合わせ[32]。

### 放送局
| 放送期間                | 放送時間         | 放送局         | 対象地域       | 備考           |
| ----------------------- | ---------------- | -------------- | -------------- | -------------- |
| 2022年1月6日 - 3月24日  | 木曜 0:30 - 1:00 | テレビ東京     | 関東広域圏     | 製作局         |
|                         |                  | テレビ大阪     | 大阪府         |                |
|                         |                  | テレビ愛知     | 愛知県         |                |
|                         |                  | テレビせとうち | 岡山県・香川県 |                |
|                         |                  | テレビ北海道   | 北海道         |                |
| 2022年1月6日 - 3月31日  |                  | TVQ九州放送    | 福岡県         |                |
| 2022年4月29日 - 7月15日 | 金曜 0:00 - 0:30 | BSテレ東       |                |                |
|                         |                  | BSテレ東4K     |                | 4K制作版で放送 |

- 2月3日 - 17日は0:40からの放送開始に変更[注 4]。
- 3月24日は1:00 - 2:00の放送（2話連続）に変更[注 5]。TVQ九州放送は第11話のみ放送（1:00 - 1:30）され、最終話は3月31日に放送。

| テレビ東京系 ドラマParavi                                     | テレビ東京系 ドラマParavi                             | テレビ東京系 ドラマParavi                           |
| 前番組                                                        | 番組名                                                | 次番組                                              |
| ------------------------------------------------------------- | ----------------------------------------------------- | --------------------------------------------------- |
| つまり好きって言いたいんだけど、 （2021年10月7日 - 12月23日） | 部長と社畜の恋はもどかしい （2022年1月6日 - 3月24日） | メンタル強め美女白川さん （2022年4月7日 - 6月23日） |

### オリジナルストーリー
ドラマの後日譚が『部長と社畜の結婚はもどかしい』（ぶちょうとしゃちくのけっこんはもどかしい）のタイトルで、2022年3月24日（23日深夜）の本編最終話放送直後よりParaviにて配信（前編・後編）。

#### スタッフ（オリジナルストーリー）
- 脚本 - 今西祐子
- 監督 - 船谷純矢